# Eszköz
Az eszköz egyik lehetséges definíciója, hogy egy olyan tárgy, amellyel egy adott célt el tudunk érni („materiális eszköz”). Tágabb, átvitt értelemben egy cél megvalósítására irányuló eljárást, tevékenységet szintén eszköznek nevezzük („immateriális eszköz”, például írói eszközök). Szócikkünk a materiális eszközről szól. Ezeknek egy szigorúbb, technikai definíciója, hogy egy olyan tárgy, amit az ember saját maga készített (vő. tárgyhasználat vs. eszközhasználat) a cél elérése érdekében. Fontos, hogy az eszközt aktívan használjuk a művelet során, tehát ebből a szempontból például egy fészek nem tekinthető eszköznek. Pontosabb, különböző meghatározások megtalálhatók angolul itt: https://en.wikipedia.org/wiki/Tool_use_by_non-humans#Definitions_and_terminology.

## Az ember, mint eszközkészítő lény
A filozófusok évszázadokon keresztül meg voltak győződve arról, hogy csak az ember képes eszközt készíteni. Gyakran találkozhatunk hírekkel, miszerint tudományos megfigyelések szerint több faj használ (nem önmaga által készített) eszközt, például a majmok, madárfajok, tengeri vidra és mások, azaz technikai értelemben ezekben az esetekben többnyire csak tárgyhasználatról van szó. Az egyetlen kivétel az Új-kaledón varjú, mely képes horgas botot készíteni. Az azonban még mindig elmondható, hogy az ember az egyetlen a fajok közül, amely képes arra, hogy eszközt használjon egy másik eszköz létrehozására.
Az antropológusok szerint az eszközhasználat döntő fontosságú tényező volt az emberiség evolúciójának folyamatánál. Az emberi fajnál az eszközhasználat következtében kialakult a többi ujjal szembefordítható hüvelykujj, így az ember képessé vált arra, hogy megtartson bármely kézi szerszámot. Az állandó eszközhasználat pedig együtt járt az emberi intelligencia folyamatos fejlődésével.